# Вікторов Григорій Петрович
Вікторов (Петров) Григорій Петрович (7 квітня 1913, село Смолянка Олишівського повіту Чернігівської губернії, тепер Олишівської територіальної громади Чернігівського району — 24 січня 1944 під Греноблем) — льотчик-винищувач, учасник руху Опору у Франції.

## Життєпис
Народився 7 квітня 1913 року в селі Смолянка Чернігівської губернії. Грицько був третім сином у родині. Закінчивши семирічну школу в Олишівці, вступив на математичний факультет Чернігівського учительського інституту (1930 - 1933). Згодом опанував професію військового льотчика. Навчався у Харківському авіаційному інституті (1933-1934); закінчив 9-ту військову школу льотчиків (1934-1937).
Перед від'їздом до Харкова (1934) одружився з односельчанкою Ольгою Іванівною Махній. Дружина навчалася в Чернігові. 25 червня 1939 року у них народилася дочка Людмила.
Григорій Петрович успішно закінчив училище і отримав направлення на постійне місце служби до міста Моніно Московської області. Куди прибув наприкінці 1937 року. 
Григорій Петрович брав участь у боях на річці Халхін-Гол, отримав тяжке поранення і довгий час лікувався в Читинському військовому шпиталі. Після одужання служив у Читинській області (1939-1941), охороняв державний радянсько-монгольський кордон на І-16.
Під час Другої світової війни капітан Григорій Вікторов воював на Західному фронті. Був командиром ескадрильї 32 винищувального авіаполку 43 авіаційної дивізії. Брав участь у боях під Вязьмою і Смоленськом. За збиті гітлерівські літаки командира ескадрильї Вікторова нагороджено орденом Червоного прапора. 
Восени 1941 року родина отримала звістку: «…Вікторов Григорій Петрович був безстрашним, мужнім льотчиком… У листопаді 1941 року, вступивши у нерівний бій з німецькими загарбниками, загинув смертю хоробрих…», а потім лист від командира полку А. Жукова: «Ваш чоловік вступив у нерівний бій з гітлерівцями під станцією Вадіно Смоленської області. Літак був збитий… упав на території, зайнятій ворогом… Поховати Григорія не змогли…» Так на довгі роки для Ольги Іванівни і рідних Григорій залишився в небі Смоленщини.
Григорій Петрович не загинув у небі над Смоленщиною. Він врятувався за допомогою парашута. Його підібрали місцеві діти та сховали у скирті. Пізніше його забрали до себе у хату літнє подружжя. Вікторов майже одужав, але був помічений поліцаєм і потрапив у полон. На нього чекала Німеччина, південь Франції, концтабір на острові Джерсі, де німці зводили укріплення (1941-1943).
У 1943 році полонених перевозили у товарному потязі на південь Франції. Ешелон стояв у м. Ліон. Як згадував В. Бойко, в той час на станції чергував літній чоловік. Почувши російську мову, він підійшов до вагону і сказав: «Хлопці, біжіть… Недалеко Альпи, а там маки…». Коли рушив поїзд, полонені Вікторов, Бойко та Юров, усі троє, вистрибнули з вагону. Близько двох тижнів пробиралися французькою землею. Вдень ховалися, а вночі заходили в населені пункти. Так Григорій Вікторов (Петров, так знали його у загоні) разом зі своїми товаришами продовжив боротьбу, як командир роти "Альфа" Першої Альпійської партизанської дивізії. Три місяці 1943 року партизани билися під його проводом.
24 січня 1944 року Петров був смертельно поранений, але упродовж двох годин продовжував командувати боєм. Поховали його на полі бою. Після війни прах капітана перенесли на кладовище у населеному пункті Веркуаран (Департамент Дром). У 1960 році був перепохований на національному кладовищі ДУА в передмісті Ліону.
Григорій Петрович Вікторов занесений до списку радянських асів Другої Світової війни.